# Stictoptera fasciimargo
Stictoptera fasciimargo är en fjärilsart som beskrevs av Louis Beethoven Prout 1922. Stictoptera fasciimargo ingår i släktet Stictoptera och familjen nattflyn. Inga underarter finns listade i Catalogue of Life.